# La bolognese
La bolognese è un film italiano del 1975 diretto da Alfredo Rizzo.

## Trama
Tornata dai genitori che vivono in campagna, Caterina, avvenente studentessa bolognese appena uscita dal collegio per il matrimonio della sorella maggiore, durante una visita alla vicina cittadina (che non viene mai nominata), affascinata dalle promesse di un sedicente fotografo, vuole trovare la somma, ben cinque milioni di lire, che le permetta di andare a Roma, per entrare nell'ambiente dei fotoromanzi allora popolarissimi. Per tramutare facilmente in realtà il suo sogno, la giovane abbindola (senza concedere troppo) gli uomini che le ronzano intorno, disposti per averla a mettere mano al portafoglio. Ma i suoi sogni verranno presto infranti. Troverà, però, l'amore.
Mentre donerà tutti i soldi guadagnati ad una ragazza madre bisognosa.

## Produzione
Si tratta dell'unico film da attore co-protagonista, dei quattro a cui partecipò, del cantante Robertino qui per l'unica volta presente col nome completo Roberto Loreti in cui canta anche una canzone e non è coinvolto in scene erotiche.

## Curiosità
Olga Romanelli, che nel film interpreta la madre della protagonista, era la vera madre di Ria De Simone e divenne celebre anni dopo come testimone delle pubblicità della candeggina Ace.